# Stade Auguste Bonal
Stade Auguste Bonal je višenamjenski stadion u francuskom gradu Montbéliardu kojeg koristi prvoligaš Sochaux. Osim za nogomet, stadion služi i za održavanje ragbijaških susreta i koncerata.

## Povijest
Višenamjenski stadion izgradili su nogometni klub Sochaux i francuski proizvođač automobila Peugeot a nalazio se uz samu tvornicu automobila. Na otvorenju 11. studenog 1931. stadion je dobio ime Stade de la Forge te je imao 12.500 mjesta.
1945. godine stadion je preimenovan u Stade Auguste Bonal a ime je dobio po sportskom direktoru Sochauxa, Augusteu Bonalu koji je poginuo u 2. svjetskom ratu. 1957. na stadion su postavljeni reflektori dok je 1973. izvršena prva renovacija stadiona. Zbog sigurnosti smanjen je kapacitet gledatelja za nekoliko tisuća.
U razdoblju od 1998. do 2000. obavljala se druga renovacija kojom su srušene tribine i izgrađene nove. Kapacitet je s početnih 7.000 povećan na 9.000, širio se na 13.000 te završio na 20.000 sjedećih mjesta. Također, uklonjena je atletska staza pa su tribine približene travnjaku.
Sam travnjak se sastoji od mješavine prirodne i umjetne trave a podloga je grijana čime je travnjak Augustea Bonala postao prvi takve vrste u Francuskoj.
Nakon 35 mjeseci izgradnje, stadion je po drugi puta otvoren u srpnju 2000. Prva službena utakmica u novoj areni je odigrana 22. srpnja 2000. između AS Monaca i Nantesa. Pobijedio je monegaški klub boljim izvođenjem jedanaesteraca (5:4).

## Vanjske poveznice
- Informacije o stadionu  Arhivirana inačica izvorne stranice od 10. prosinca 2011. (Wayback Machine)
- Cving.chez.com
- World Stadiums.com  Arhivirana inačica izvorne stranice od 28. siječnja 2012. (Wayback Machine)
- Fussballtempel.net  Arhivirana inačica izvorne stranice od 26. kolovoza 2011. (Wayback Machine)
- Stadiumguide.com